# ランプレイ (潜水艦)
ランプレイ (USS Lamprey, SS-372) は、アメリカ海軍の潜水艦。バラオ級潜水艦の一隻。艦名はヤツメウナギ目の総称に因んで命名された。

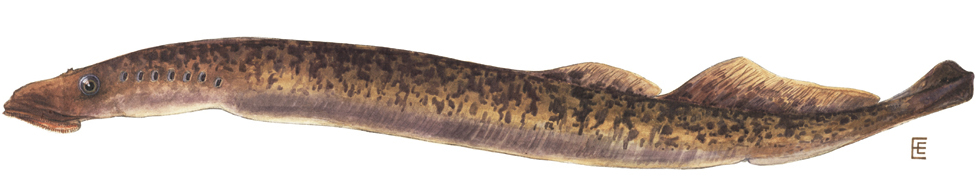
ウミヤツメ（Sea lamprey）

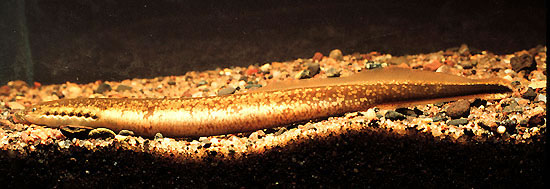
ノーザンブルック・ランプレイ（Northern brook lamprey）

## 艦歴
ランプレイは1944年2月22日にウィスコンシン州マニトワックのマニトワック造船で起工した。6月18日にW・T・ネルソン夫人によって命名、進水し、11月17日に艦長ウィリアム・T・ネルソン少佐（アナポリス1930年組）の指揮下就役する。ミシガン湖での公試後、ランプレイは12月12日にイリノイ州ロックポートで浮きドックに納められる。ミシシッピ川に向かい、12月13日にニューオーリンズに到着した。その4日後、太平洋に向けて出航する。

### 哨戒
1945年2月17日、ランプレイは最初の哨戒で南シナ海に向かった。3月29日まで台湾沖および香港で救助任務に従事し、4月8日にシンガポール海峡を通過、翌9日にカリマタ海峡を通過しジャワ海に入った。この頃には日本軍艦艇の大半は海の藻屑と消え、この哨戒でランプレイは敵艦を発見することはなかった。4月22日、ランプレイは59日間の行動を終えてフリーマントルに帰投。艦長がリュシアン・B・マクドナルド少佐（アナポリス1938年組）に代わった。
5月21日、ランプレイは2回目の哨戒で南シナ海およびタイランド湾方面に向かった。ジャワ海を通過して哨戒海域に向かったランプレイは、5月28日にブルーバック (USS Blueback, SS-326) と共に600トンの日本軍護衛艦に対して砲撃を行った。6月29日、ランプレイは40日間の行動を終えてスービック湾に帰投した。
7月26日、ランプレイは3回目の哨戒で南シナ海およびタイランド湾方面に向かった。沿岸に沿って目標の探索を行ったランプレイは、8月8日にシンガポール海域に入り、ペンギボー島西方で小型艇を砲撃により沈めた。その後哨区においてイギリス海軍潜水艦スピアヘッド (HMS Spearhead, P263) と任務を交代しボルネオ方面に向かった。8月12日にスラバヤから荷物を運ぶヨットを砲撃により撃沈。8月15日、終戦の報せを受け取ったとき、ランプレイはスクーナーに対して攻撃を行うため接近中であった。8月20日、ランプレイは25日間の行動を終えてスービック湾に帰投した。
ランプレイは第二次世界大戦の戦功で4個の従軍星章を受章した。

### 戦後・アルゼンチン海軍にて
ランプレイは8月31日にスービック湾を出航し、9月22日にサンフランシスコに到着した。その後メア・アイランド海軍造船所で係留され、1946年6月3日に退役、太平洋予備役艦隊入りする。長く保管された後、ランプレイは1960年7月21日にアルゼンチンへ貸与され、サンティアゴ・デル・エステロ (ARA Santiago del Esteroe, S-12) としてアルゼンチン海軍で就役した。アルゼンチン海軍では、サンタフェ (ARA Santa Fe, S-11) とともに、司令塔を改修した後に訓練用として使用された。また、1966年10月にはフォークランド諸島に派遣され、テクニカルダイバーのグループを上陸させた。この話は最近、アルゼンチン海軍の関係者が明らかにしたものである。アルゼンチン海軍での現役任務後、1971年9月1日にアメリカ海軍に返還され除籍された。その後アルゼンチンに完全に売却され、予備部品として使用されるため解体された。